# Ancara obliterans
Ancara obliterans là một loài bướm đêm trong họ Noctuidae.